# Пічненко Василь Васильович
Васи́ль Васи́льович Пічне́нко — полковник Збройних Сил України, учасник російсько-української війни, який загинув під час російського вторгнення в Україну.

## Життєпис
Полковник, командир батальйону ЗС України (підрозділ — не уточнено).
В 1999 році, з відзнакою, закінчив Одеський інститут Сухопутних військ.
У 2007 році, у складі персоналу Миротворчої місії ООН, виконував завдання у Судані. Досконало знав іноземні мови. Пройшов навчальний курс у Командно-штабному коледжі Сухопутних військ США.
Станом на лютий 2014 року, проходив військову службу на посаді начальника групи військового співробітництва ОК «Схід».
Учасник АТО. Поранений у боях під Дебальцевим, але після багатьох операцій та реабілітації знову повернувся до служби. Указом Президента України був нагороджений орденом «Богдана Хмельницького» ІІІ ступеня (14.11.2014).
У період 2017—2020 років проходив військову службу у відділі військового співробітництва Land Command (LANDCOM) NATO. Після повернення до України служив у Генеральному штабі Збройних Сил України.
Тренер Дніпропетровської обласної федерації з панкратіону. Відвідував церкву та був глибоко віруючим.
Після російського вторгнення в Україну, очолив лінійний підрозділ (батальйон) ЗС України.
Загинув 6 червня 2022 року внаслідок ураження осколком під щільним артилерійським ворожим обстрілом поблизу с. Богородичного Краматорського району на Донеччині.
Залишилися дружина і два сини.
Похований у м. Ірпені Бучанського району на Київщині.

## Нагороди
- орден «Богдана Хмельницького» II ступеня (01.07.2022, посмертно) — за особисту мужність і самовіддані дії, виявлені у захисті державного суверенітету та територіальної цілісності України, вірність військовій присязі[4];
- орден «Богдана Хмельницького» III ступеня (14.11.2014) — за особисту мужність і героїзм, виявлені у захисті державного суверенітету та територіальної цілісності України, вірність військовій присязі[5];

## Вшанування пам'яті
- 24 червня 2022 року, Командування Сухопутних військ НАТО (LANDCOM) провело пам'ятну церемонію на честь ірпінця Василя Пічненка — полковника Збройних Сил України, який загинув у бою з російськими окупантами 6 червня 2022 року. Про це було повідомлено на сторінці Командування у Фейсбуці[6].
- почесний громадянин міста Ірпінь[7]